# Folkrepubliken Donetsks hjältemedalj

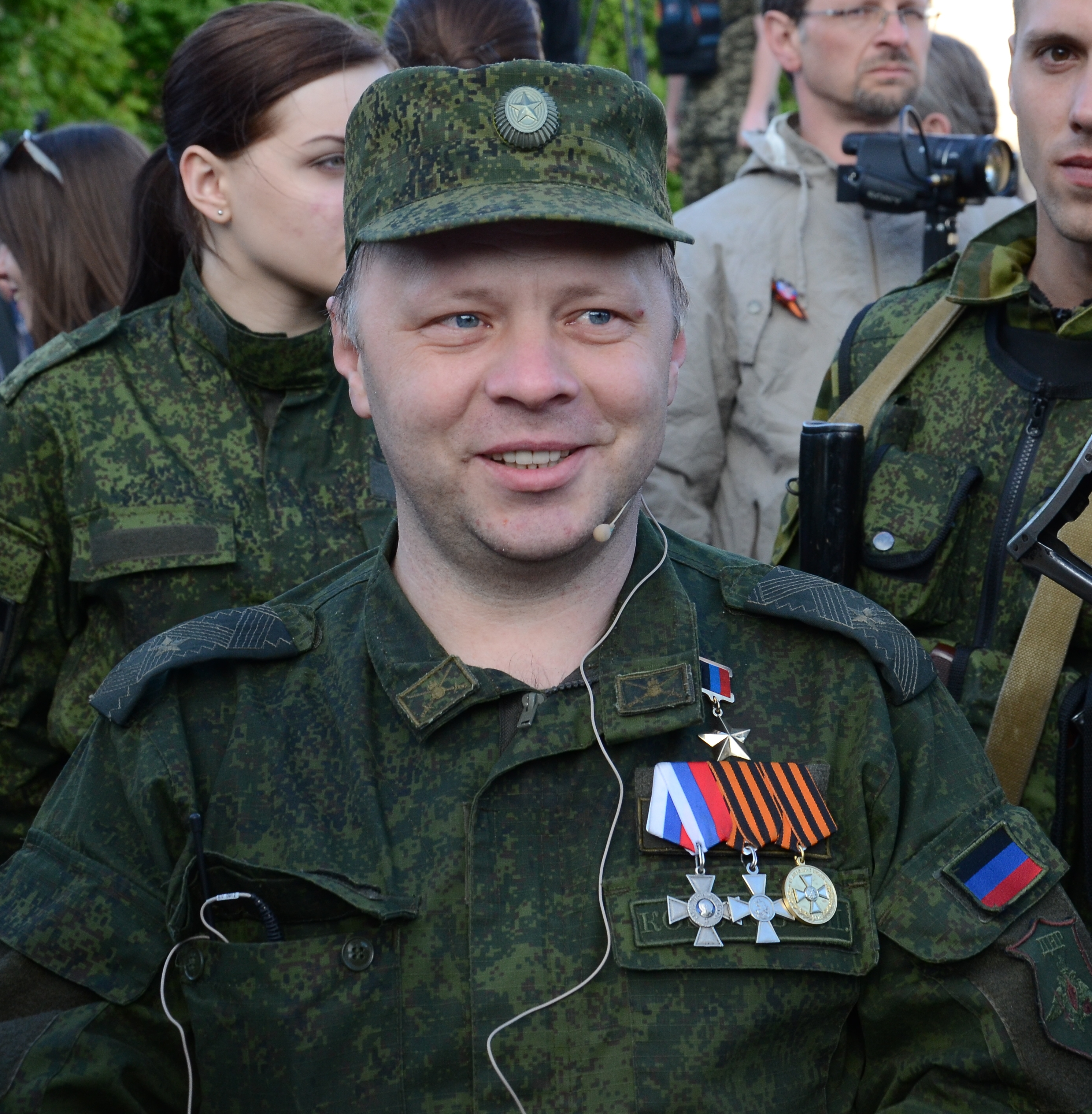
Folkrepubliken Donetsks förste hjältemedalj blev tilldelad Vladimir Kononov 3 oktober 2014.

Folkrepubliken Donetsks hjältemedalj (ryska:Герой Донецкой Народной Республики) är det högsta orden som tilldelas av Folkrepubliken Donetsk och första gången tilldelad 3 oktober 2014. Den har tilldelades till 23 personer, bland dessa: Aleksandr Borodaj (nr.2), Igor Girkin (nr.3), Arsenyj Pavlov (nr.5), Aleksandr Zachartjenko (nr. 9), Joseph Kobzon (nr. 21).